# Zoanthus alderi
Zoanthus alderi is een Zoanthideasoort uit de familie van de Zoanthidae. De wetenschappelijke naam van de soort is voor het eerst geldig gepubliceerd in 1860 door Gosse.